# Dalstuga
Dalstuga is een plaats in de gemeente Rättvik in het landschap Dalarna en de provincie Dalarnas län in Zweden. De plaats heeft 57 inwoners (2005) en een oppervlakte van 41 hectare.